# Myxomatose

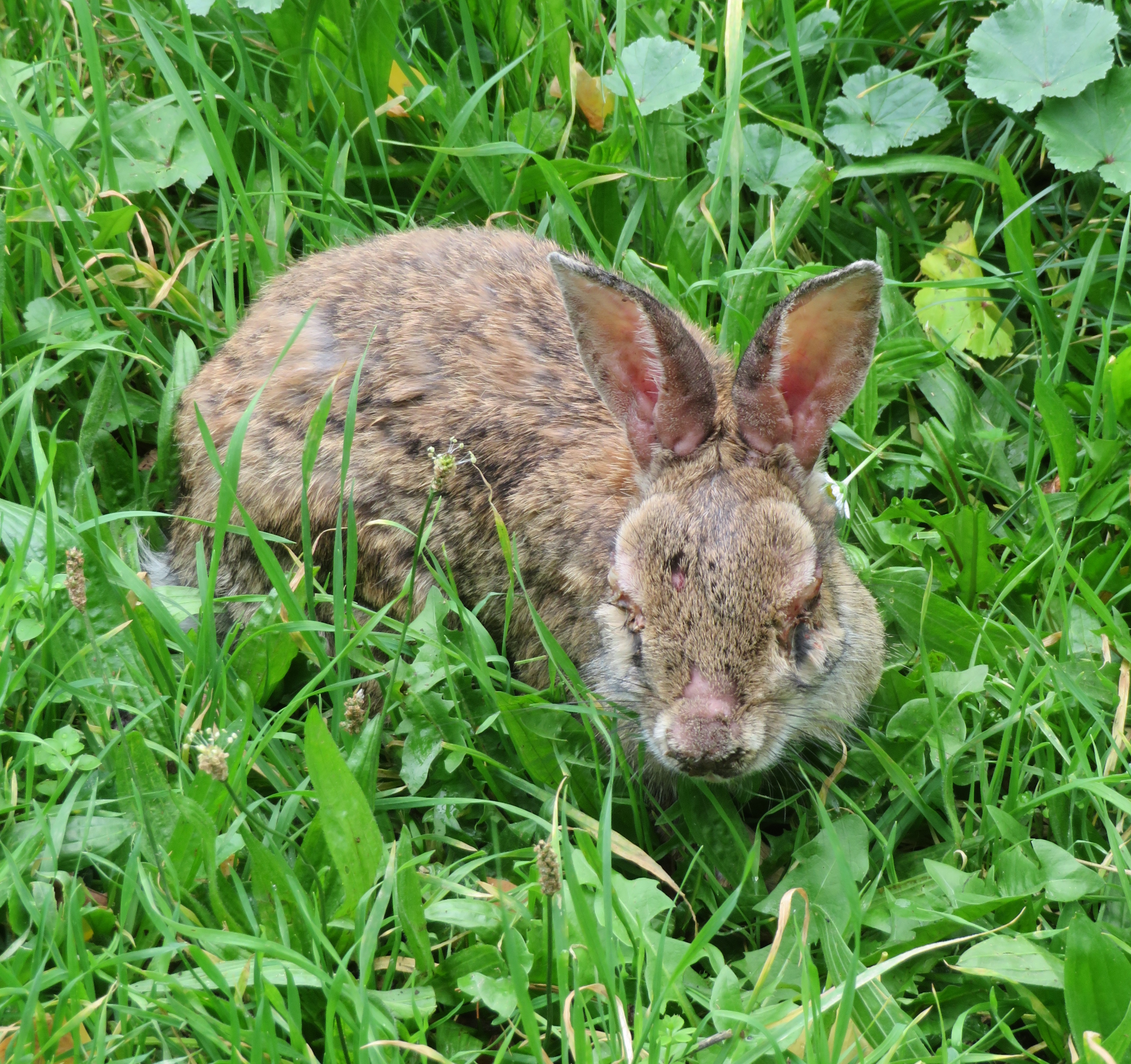
Wildkaninchen mit durch Myxomatose verursachten schweren Entzündungen an beiden Augen, Nase und Ohren

Die Myxomatose (Kaninchenpest) ist eine durch das Leporipoxvirus myxomatosis oder Myxomatosevirus, welches zu den Pockenviren gehört, ausgelöste Viruserkrankung, die fast ausschließlich unter Haus- und Wildkaninchen auftritt. Feldhasen erkranken nur selten und zeigen einen milderen Krankheitsverlauf. Die Myxomatose ist nicht mit den Kaninchenpocken identisch, diese werden durch ein anderes Pockenvirus verursacht.

## Ätiologie und Verbreitung

### Erreger
Der Erreger der Myxomatose sind Viren der Spezies Myxomatosevirus (wissenschaftlich Myxoma virus, MYXV, veraltet Leporipoxvirus myxomatosis), die zur Gattung Leporipoxvirus in der Unterfamilie Chordopoxvirinae der Pockenviren gehören.
Die Virusteilchen (Virionen) der Myxomaviren sind umhüllt und haben eine Oberflächenmembran mit Seitenkörpern (englisch lateral bodies).
Die Hülle enthält vom Wirt stammende Lipide sowie virussynthetisierte Glykolipide. Die Virionen sind ziegelsteinförmig (quaderförmig, englisch brick-shaped) und haben einen Durchmesser von 250 nm, eine Länge von 300 nm und eine Höhe von 200 nm. Die Mitte enthält einen bikonkaven Kern, wie es für viele Pockenviren charakteristisch ist.
Das Genom ist unsegmentiert (monopartit) und enthält ein einzelnes Molekül linearer doppelsträngiger DNA mit einer Länge von 160.000 Nukleotiden.
Das Genom hat einen GC-Gehalt von ~40 % mit terminal redundanten Sequenzen, die sich an beiden Enden wiederholen.
Das Genom kodiert 170 offene Leserahmen (englisch open reading frames, ORFs), von denen zwölf in den terminalen invertierten Wiederholungen dupliziert sind.

### Übertragung und Verbreitung
Die Übertragung des Virus findet am häufigsten indirekt durch stechende, blutsaugende Insekten wie Stechmücken und Flöhe statt. Ein wirksamer Mückenschutz ist deshalb gerade für größere Bestände an Hauskaninchen wichtig. 
Eine erhöhte Insektenpopulation der Vektoren in feuchtwarmen Sommern und im Herbst führt zu einem gehäuften Auftreten der Erkrankung in diesen Jahreszeiten. Ferner kann das Virus mit der Äsung sowie durch direkten Kontakt von Tier zu Tier durch Beschnuppern und Schleimhautkontakt übertragen werden. Im Verlauf des epidemischen Zyklus, an dessen Beginn meist ein hochvirulenter Virusstamm steht, was eine Sterblichkeit von bis zu 100 % nach sich zieht, kommt es zunehmend zu milderen oder atypischen Verläufen durch Abschwächung und Anpassung der Wirte an das Virus. 
Das ursprünglich aus Südamerika stammende Myxomatosevirus ist in ganz Mitteleuropa verbreitet. Die nord- und südamerikanischen Kaninchenarten (Baumwollschwanzkaninchen) zeigen nur geringe oder gar keine Krankheitserscheinungen und stellen ein natürliches Erregerreservoir dar. Feldhasen sind für das Myxomatosevirus nur wenig empfindlich. Selbst bei hohem Infektionsdruck erkranken maximal 1 % der Feldhasen.
Nach Australien wurde es absichtlich zur Kontrolle der dortigen Kaninchenpopulation eingeführt. In Europa wurde das Virus 1952 durch Paul-Félix Armand-Delille eingeführt. Um die Kaninchenpopulation auf seinem eingezäunten Landsitz Maillebois zu dezimieren, ließ er sich den brasilianischen Myxomatosevirusstamm 1952 aus der Schweiz schicken und infizierte am 14. Juni 1952 zwei Wildkaninchen.

## Klinik/Symptome

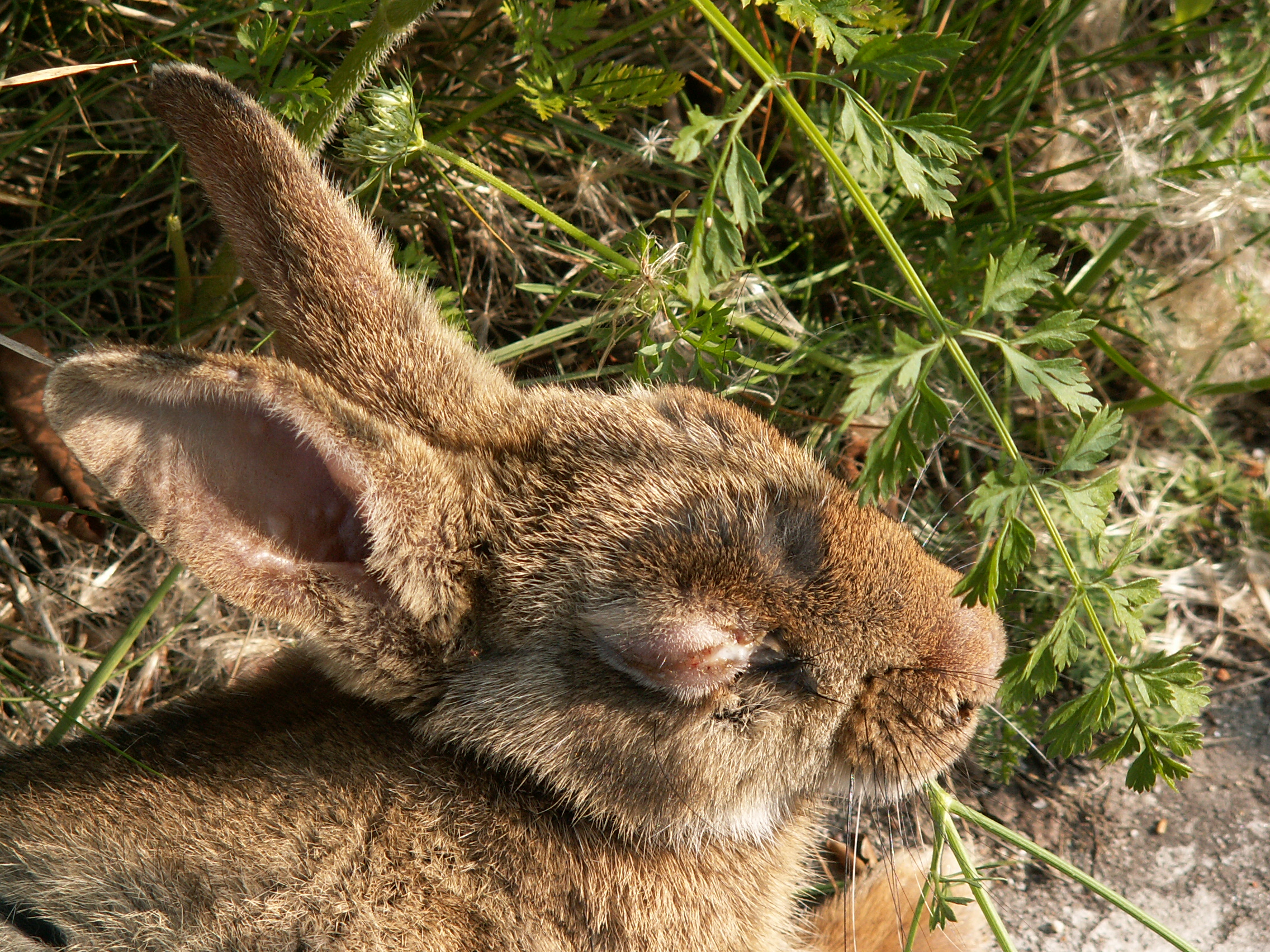
Kaninchen mit Lidschwellung infolge Myxomatose

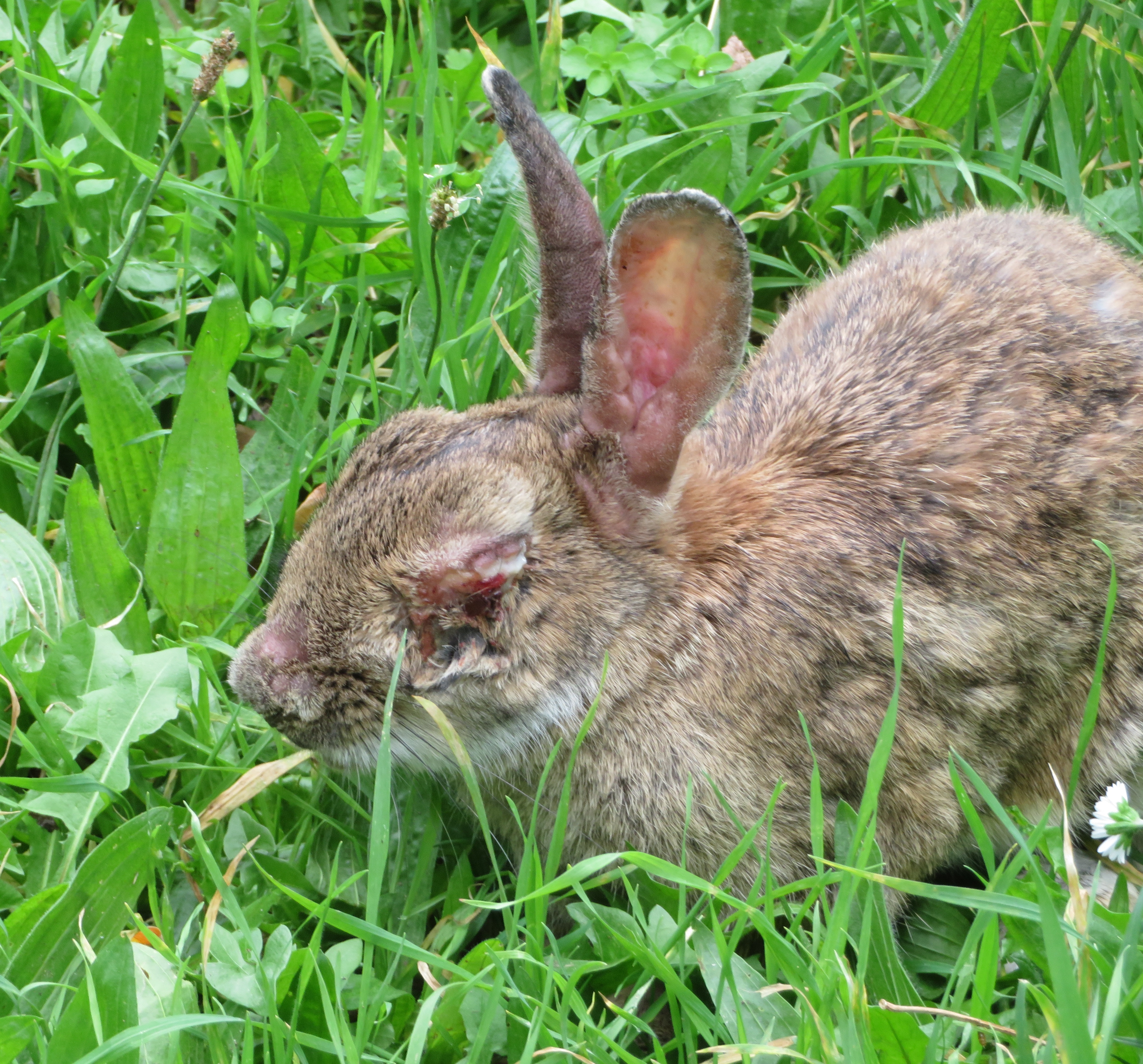
Kaninchen mit schweren Symptomen an den Augen sowie an Ohren und Nase

### Akuter Verlauf
Nach einer Inkubationszeit von drei bis neun Tagen treten die ersten Symptome auf. Das Kaninchen wirkt apathisch, es zeigt Fressunlust und trinkt wenig. Beim akuten Verlauf der Krankheit treten Schwellungen und Entzündungen im Bereich der Augenlider, des Mundes, der Ohren, der Lippen und des Genitalbereiches auf. Nach zirka 10 bis 14 Tagen endet die Krankheit meistens mit dem Tod.

### Chronischer Verlauf
Bei einem chronischen Verlauf der Krankheit treten vermehrt Pusteln auf. Eine Heilung ist in Einzelfällen möglich. In manchen Fällen erholt sich das Kaninchen wieder (Spontanheilung), trägt die Seuche jedoch weiterhin in sich.

## Behandlung und Heilungsaussichten
Für Myxomatose gibt es keine spezielle Behandlung. Meist wird das Tier mit Antibiotika behandelt, um Sekundärentzündungen durch Bakterien zu lindern. Darüber hinaus können Wirkstoffe verabreicht werden, die eine kurzzeitig andauernde Immunität beim Kaninchen bewirken (Paramunitätsinducer). Je nach Virulenz liegt die Letalität bei 20 bis 100 %. Vorbeugend kann jedoch eine halbjährliche Impfung mit einem abgeschwächten Lebendimpfstoff Schutz gegen eine Infektion bieten. Bei ungeimpften, erkrankten Tieren können die Schmerzen gelindert werden, indem man ihnen Augentropfen gibt und sie Kochsalzlösung inhalieren lässt. Einige Tiere überleben auch ohne Impfschutz. Bei neu in einen empfänglichen Bestand einzuführenden Kaninchen sollte eine 14-tägige Quarantäne eingehalten sowie eine Impfung durchgeführt werden.